# 호랑꼬리여우원숭이
호랑꼬리여우원숭이(학명: Lemur catta)는 중간 크기부터 대형의 곡비원류(젖은 코) 원숭이 영장류로, 흑백의 긴 고리꼬리 때문에 가장 국제적으로 인정받는 여우원숭이 종이다.  알락꼬리여우원숭이 또는 고양이원숭이로도 불린다. 이 종은 다섯 여우원숭이과 중 하나인 여우원숭이과에 속하며, 여우원숭이속의 유일종이다. 모든 여우원숭이와 마찬가지로, 멸종 위기에 처한 마다가스카르 섬에서만 서식한다. 현지에서는 말라가시어로 마키(maky) 또는 히라(hira)로 불리며, 섬 남부 지역에서는 대상림부터 가시덤불 지역까지 분포한다. 잡식성이며, 현존하는 여우원숭이 중에서 지상 생활에 가장 잘 적응했다.
호랑꼬리여우원숭이는 매우 사교적인 동물로 최대 30마리의 큰 "무리"를 지어 생활한다. 또한 여우원숭이들 사이에서 흔히 볼 수 있듯이 암컷이 우세한 종이다. 따뜻함을 유지하고 사회적 유대감을 재확인하기 위해 무리가 함께 모여 지낸다. 그루밍은 여우원숭이 사회화의 또 다른 중요한 측면(모든 영장류와 마찬가지로)으로, 사회적 및 가족적 연결을 재확인하는 동시에 서로에게 잠재적인 곤충을 없애는 데 도움이 된다. 호랑꼬리여우원숭이는 엄격한 주행성 동물로, 낮에만 활동한다. 이러한 생활 방식 때문에 일광욕도 한다. 여우원숭이는 꼬리에 똑바로 앉아 부드럽고 흰 배털을 햇빛에 노출시키는 모습을 볼 수 있다. 손바닥을 벌리고 눈을 살짝 감는 경우도 많다. 다른 여우원숭이와 마찬가지로 이 종은 후각에 크게 의존하며, 향선이 있는 영역 표시는 무리의 서식지 전체에 통신 신호를 제공한다. 향선은 눈 근처와 항문 근처에 있다. 수컷은 돌기 표시라고 불리는 독특한 냄새 표시 행동을 하며, 꼬리에 페로몬을 묻혀 상대에게 "날려보내" 냄새 싸움에 참여한다. 또한, 수컷과 암컷의 여우원숭이는 집고양이와 비슷하게 얼굴과 몸을 문지르기만 하면 나무, 통나무, 바위 또는 다른 물체의 냄새를 맡을 수 있다.
가장 큰 소리를 내는 영장류 중 하나인 호랑꼬리여우원숭이는 집단 응집과 포식자 경고를 포함하여 수많은 발성을 사용한다. 실험 결과 호랑꼬리여우원숭이는 뇌가 크지 않음에도 불구하고(유사한 영장류에 비해) 일종의 순서를 구성하고 기본적인 산술 연산을 이해하고 기능적 특성에 따라 도구를 우선적으로 선택할 수 있는 것으로 나타났다.
사육 상태에서 쉽게 적응하고 번식할 수 있고(전 세계 동물원에서 가장 인기 있는 여우원숭이 종으로 사육 개체 수가 2,000마리 이상임) 야생 호랑꼬리여우원숭이 개체 수는 서식지 파괴, 현지에서 야생 고기를 사냥하고 이국적인 애완동물을 거래하기 때문에 IUCN 멸종 위기에 처해 있다. 2017년 초 현재 야생 개체 수는 이러한 이유로 2,000마리로 급감한 것으로 추정되며, 이는 훨씬 더 심각한 멸종 위기에 처해 있다. 마다가스카르의 현지 농부와 벌목 산업체는 종종 화전 벌채 기술을 이용하고 있으며 마다가스카르에서는 대부분의 날에 지평선 위로 연기가 보인다. 이는 가축을 수용하고 더 넓은 농작물 밭을 경작하기 위한 노력의 일환이다.

## 어원
영어 명칭 "lemur"는 원래 홀쭉이로리스를 지칭하는 말로 사용되었지만, 곧 고유종인 마다가스카르 영장류에 국한되었고, 이들은 그 이후로 "여우원숭이"로 알려지게 되었다. 이 이름은 고대 로마의 레무리아 축제 동안 퇴치된 유령이나 유령을 가리키는 라틴어 단어 레무레스(lemures)에서 유래되었다. 칼 린네의 설명에 따르면, 이 이름은 홀쭉이로리스의 야행성 활동과 느린 움직임 때문에 선택되었다. 베르길리우스와 오비디우스의 작품에 익숙하고 자신의 명명 체계에 맞는 유추를 보고 린네는 이러한 야행성 영장류에 "여우원숭이"라는 용어를 적용했다. 그러나 린네가 여우원숭이의 유령 같은 외모, 반사하는 눈, 유령 같은 울음소리를 언급한 것이라고 흔히 잘못 생각되어 왔다. 린네는 또한 일부 마다가스카르 사람들이 여우원숭이가 조상의 영혼이라는 전설을 믿었다는 사실을 알고 있었을 것이라는 추측도 있었지만 이 이름이 인도의 홀쭉이로리스를 위해 선택되었다는 점을 감안하면 그럴 가능성은 낮다. 종소명 카타(catta)는 호랑꼬리여우원숭이의 고양이 같은 외모를 가리킨다. 호랑꼬리여우원숭이의 가르랑거리는 소리는 집고양이가 내는 소리와 유사하다. 조선민주주의인민공화국은 "고양이원숭이"라고 한다.
린네의 종 설명에 따르면, 일반명 "ring-tailed maucauco"는 1771년 웨일즈의 박물학자 토마스 페넌트가 처음으로 사용했는데, 페넌트는 호랑꼬리여우원숭이의 특징적인 길고 줄무늬가 있는 꼬리에 주목했다. ("마우카우코(maucauco)"라는 용어는 당시 여우원숭이를 지칭하는 매우 일반적인 용어였다.) 지금 사용되는 영어 일반명 "ring-tailed lemur"는 조지 쇼가 1792년과 1796년 사이에 출판된 레버 컬렉션을 다룬 그림이 있는 과학 출판물에서 처음 사용했다.

## 진화사
마다가스카르의 포유류 화석은 모두 최근에 발견되었다. 따라서 섬의 토착 영장류 전체 개체군을 구성하는 나머지 여우원숭이 계통군은 말할 것도 없고 호랑꼬리여우원숭이의 진화에 대해서는 알려진 바가 거의 없다. 그러나 염색체와 분자생물학적 증거에 따르면 여우원숭이는 다른 곡비원류 영장류보다 서로 더 가까운 친척이다. 이런 일이 일어나기 위해서는 매우 소수의 조상 개체군이 5천만 년전부터 8천만 년 전 사이에 단일 래프팅 사건을 통해 마다가스카르로 이동해야 했을 것으로 생각된다. 그 후의 방사 진화와 종분화로 오늘날 볼 수 있는 마다가스카르 여우원숭이의 다양성이 생겨났다.
단백질의 1차 구조|아미노산 서열 분석]]에 따르면, 여우원숭이과의 분기는 2,610만 년 ± 330만 년 전으로 추정되고, mtDNA의 rRNA 서열에 따르면 분지는 2,490만 년 ± 360만 년 전으로 추정된다. 목도리여우원숭이는 이 과에서 가장 먼저 분리된 속(가장 기저부)이며 이러한 견해는 DNA 서열과 핵형 분석을 통해 더욱 뒷받침된다. 또한 분자계통학 데이터는 참여우원숭이속과 다른 두 속(여우원숭이속과 대나무여우원숭이속) 사이에 깊은 유전적 차이와 자매 그룹 관계가 있음을 시사한다.
호랑꼬리여우원숭이는 같은 과의 다른 두 속보다 대나무여우원숭이와 더 가까운 친척관계를 가지고 있는 것으로 생각된다. 이는 의사소통, 염색체, 유전학 및 후각선의 유사성과 같은 여러 형태적 특성의 비교를 통해 뒷받침되었다. 그러나 면역학 및 기타 형태적 특성에 관한 다른 자료는 이러한 밀접한 관계를 뒷받침하지 못한다. 예를 들어, 대나무여우원숭이속 종은 주둥이가 짧은 반면, 호랑꼬리여우원숭이와 나머지 여우원숭이과 원숭이는 주둥이가 길다. 그러나 안와(눈구멍)와 주둥이 사이의 관계에서 나타난 차이는 호랑꼬리여우원숭이와 참여우원숭이가 길쭉한 얼굴을 독립적으로 진화시켰음을 시사한다.
호랑꼬리여우원숭이와 대나무여우원숭이의 관계는 가장 이해되지 않는다. 분자 분석에 따르면 대나무여우원숭이는 호랑꼬리여우원숭이에서 갈라져 나와 단계통을 이루며 현재의 두 속으로 분류되는 것을 뒷받침하는 것 같다. 아니면 호랑꼬리여우원숭이는 대나무여우원숭이와 함께 분류하고, 큰대나무여우원숭이가 별도의 속인 큰대나무여우원숭이속(Prolemur)으로 분리되어야 할 것이다.
호랑꼬리여우원숭이의 염색체는 56개이며, 그 중 4개는 중부동원체형(동원체가 염색체의 중앙에 위치하는), 4개는 차중부동원체형(한쪽으로 약간 치우친), 46개는 선단동원체형(동원체가 없는 것처럼 보이는) 염색체이다. X 염색체는 중부동원체형, Y 염색체는 선단동원체형 염색체이다.

### 분류학적 분류
린네는 1754년 아돌프 프레데릭 왕 박물관 카탈로그에서 붉은홀쭉이로리스(Lemur tardigradus, 지금은 Loris tardigradus로 알려짐)를 설명하기 위해 처음으로 속명 Lemur를 사용했다. 1758년, 린네의 자연의 체계 제10판에서 여우원숭이속(Lemur)에 3종을 포함하여 나열했는데, 그중 하나만이 여전히 여우원숭이로 간주되고 다른 하나는 더 이상 영장류로 간주되지 않는다. 이들 종에는 붉은홀쭉이로리스, 호랑꼬리여우원숭이, Lemur volans(필리핀날원숭이, 지금은 Cynocephalus volans로 알려짐)가 포함된다. 1911년, 올드필드 토마스는 원래 로리스를 설명하는 데 사용된 용어임에도 불구하고 Lemur catta를 속의 모식종으로 만들었다. 1929년 1월 10일, 국제동물명명위원회(ICZN)는 의견 122를 발표하여 이 결정을 공식화했다.
호랑꼬리여우원숭이는 목도리여우원숭이, 참여우원숭이]]와 많은 유사점을 공유하며 그 골격은 참여우원숭이와 거의 구별할 수 없다. 결과적으로, 이 세 속은 한때 여우원숭이속으로 그룹화되었고, 최근에는 때때로 여우원숭이아과로 불린다. 그러나 목도리여우원숭이는 1962년에 목도리여우원숭이속(Varecia)으로 재지정되었고, 호랑꼬리여우원숭이와 대나무여우원숭이 사이의 유사점, 특히 분자생물학 증거와 후각선 유사점 때문에 참여우원숭이는 이브 럼플러와 엘윈 L. 시몬스(1988년) 및 콜린 그로브스와 로버트 H. 이글렌(1988년)에 의해 참여우원숭이속으로 옮겨졌다. 1991년, 이언 태터솔과 제프리 H. 슈워츠는 증거를 검토하고 다른 결론에 도달했으며, 대신 참여우원숭이속과 목도리여우원숭이속의 구성원을 여우원숭이속으로 되돌리는 것을 선호했다. 그러나 이 견해는 널리 받아들여지지 않았고 여우원숭이속은 단형속으로 남아 호랑꼬리여우원숭이만 포함되었다. 호랑꼬리여우원숭이와 대나무여우원숭이속 두 속 사이의 분자생물학 데이터의 차이가 매우 미미하기 때문에 세 속을 모두 통합하는 것이 제안되었다.
여우원숭이과 내에서 관계를 식별하는 데 어려움이 있기 때문에 일부 전문가는 분류법에 동의하지 않지만, 영장류학계의 대부분은 현재의 분류법을 선호한다.
|  | \| \| 여우원숭이속 \| \| \| \| \| \| 대나무여우원숭이속 \| \| \| \| |
|  |                                                                     |
|  | 참여우원숭이속                                                      |
|  |                                                                     |
|  | 여우원숭이속                                                        |
|  |                                                                     |
|  | 대나무여우원숭이속                                                  |
|  |                                                                     |

|  | 여우원숭이속       |
|  |                    |
|  | 대나무여우원숭이속 |
|  |                    |

|  | \| \| 여우원숭이속 \| \| \| \| \| \| 대나무여우원숭이속 \| \| \| \| |
|  |                                                                     |
|  | 참여우원숭이속                                                      |
|  |                                                                     |
|  | 여우원숭이속                                                        |
|  |                                                                     |
|  | 대나무여우원숭이속                                                  |
|  |                                                                     |

|  | 여우원숭이속       |
|  |                    |
|  | 대나무여우원숭이속 |
|  |                    |

|  | \| \| 여우원숭이속 \| \| \| \| \| \| 대나무여우원숭이속 \| \| \| \| |
|  |                                                                     |
|  | 참여우원숭이속                                                      |
|  |                                                                     |
|  | 여우원숭이속                                                        |
|  |                                                                     |
|  | 대나무여우원숭이속                                                  |
|  |                                                                     |

|  | 여우원숭이속       |
|  |                    |
|  | 대나무여우원숭이속 |
|  |                    |

|  | \| \| 여우원숭이속 \| \| \| \| \| \| 대나무여우원숭이속 \| \| \| \| |
|  |                                                                     |
|  | 참여우원숭이속                                                      |
|  |                                                                     |
|  | 여우원숭이속                                                        |
|  |                                                                     |
|  | 대나무여우원숭이속                                                  |
|  |                                                                     |

|  | 여우원숭이속       |
|  |                    |
|  | 대나무여우원숭이속 |
|  |                    |

1996년 연구원 스티븐 굿맨과 올리비에 랑그랑은 호랑꼬리여우원숭이가 지역적 변이를 보일 수 있다고 제안했는데, 특히 안드링기트라 대산괴의 고산대 개체군은 털이 두껍고 색깔이 밝으며 꼬리 고리에 변이가 있다고 한다. 2001년 영장류학자 콜린 그로브스는 이것이 지역적으로 발생하는 아종을 나타내지 않는다고 결론지었다. 이 결정은 나중에 추가 현장 조사에서 차이가 종의 정상적인 변이 범위 내에 있음을 보여주면서 뒷받침되었다. 두꺼운 털은 이 지역의 극한 저온에 대한 지역적 적응으로 여겨졌고, 털이 희미해진 것은 태양광 복사선에 더 많이 노출되었기 때문이라고 한다. 2000년의 추가 유전학 연구는 이 개체군이 섬의 다른 호랑꼬리여우원숭이 개체군과 크게 다르지 않다는 결론을 더욱 뒷받침했다.

## 해부학 및 생리학
호랑꼬리여우원숭이는 비교적 큰 여우원숭이이다. 평균 몸무게는 2.2kg이다. 머리부터 몸까지 길이는 39~46cm이고, 꼬리 길이는 56~63cm이며, 전체 길이는 95~110cm이다. 다른 측정치로는 뒷발 길이가 102mm와 113mm, 귀 길이가 40mm와 48mm, 두개골 길이가 78mm와 88mm이다.
호랑꼬리여우원숭이는 가느다란 몸과 좁은 얼굴, 여우와 같은 주둥이를 가지고 있다. 호랑꼬리여우원숭이의 상징인 길고 덥수룩한 꼬리는 검은색과 흰색의 가로띠가 번갈아 가며 12개 또는 13개의 흰색 고리와 13개 또는 14개의 검은색 고리로 이루어져 있으며 항상 검은색 끝으로 끝난다. 고리의 총 수는 대략 꼬리뼈의 수(약 25개)와 거의 일치한다. 꼬리는 몸보다 길고 잡는 데 사용되지 않는다. 대신에 균형을 잡고 의사 소통 및 집단 응집력에만 사용된다.
털이 너무 촘촘해서 전기 클리퍼를 막을 수 있을 정도다. 복부(가슴) 털과 목은 흰색 또는 크림색이다. 등(등) 털은 회색에서 분홍빛 갈색까지 다양하며, 때로는 꼬리 주변에 갈색 피갈 패치가 있는데, 이 부분에서 털은 옅은 회색 또는 회갈색으로 변한다. 등쪽 색깔은 목과 정수리 주변이 약간 더 어둡다. 목, 뺨, 귀의 털은 흰색 또는 흰색에 가깝고 덜 촘촘해서 아래쪽의 어두운 피부가 보인다. 주둥이는 짙은 회색이고 코는 검은색이며 눈은 검은색 삼각형 패치로 둘러싸여 있다. 얼굴 수염(수염)이 발달하여 입술 위, 뺨, 눈썹에 있다. 수염은 또한 팔뚝 아랫부분의 손목 약간 위에 있다. 귀는 다른 여우원숭이에 비해 비교적 크고 털로 덮여 있으며, 털은 뭉치가 거의 없거나 전혀 없다. 얼굴 부위의 패턴에 개체 간에 약간의 차이가 보일 수 있지만, 암수 사이에는 뚜렷한 차이가 없다.
대부분의 주행성 영장류와 달리, 모든 여우원숭이과 영장류와 마찬가지로, 호랑꼬리여우원숭이는 눈의 망막 뒤에 반사층인 반사막이 있어 야간 시력을 좋게 만든다. 호랑꼬리여우원숭이는 눈의 안저(눈의 뒷면)의 색소가 매우 얼룩덜룩하기 때문에 매우 잘 보인다. 이 색소는 모든 원숭이에 존재하지만 원숭이마다 다르다. 호랑꼬리여우원숭이는 또한 망막에 원시적인 황반 함몰이 있다. 다른 여우원숭이과 영장류와 공유하는 또 다른 특징은 코이다. 윗턱에 의해 지지되고 턱 너머로 튀어나온 촉촉하고 털이 없는 코를 갖고 있다. 코는 윗입술을 나누는 곳까지 계속 이어진다. 윗입술은 상악골에 붙어 있어 입술이 튀어나오지 않고 원숭이가 빨아마시는 대신 물을 핥아야 한다.
호랑꼬리여우원숭이의 피부는 털이 흰색인 곳에서도 짙은 회색 또는 검은색이다. 코와 손바닥, 발바닥, 눈꺼풀, 입술, 생식기에 노출되어 있다. 피부는 매끄럽지만 손과 발의 가죽 같은 질감은 지상에서의 움직임을 용이하게 한다. 꼬리 관절에 위치한 항문은 꼬리를 내리면 덮인다. 항문 주변(항문 주위 영역)과 회음부는 털로 덮여 있다. 수컷의 경우 음낭에 털이 없고 작고 각질의 가시로 덮여 있으며 음낭의 두 개의 주머니로 나뉜다. 음경은 거의 원통형이며 작은 가시로 덮여 있으며 양쪽에 두 쌍의 더 큰 가시가 있다. 수컷은 크기에 비해 상대적으로 작은 음경골(음경 뼈)을 가지고 있다. 음낭과 음경, 포피는 보통 악취가 나는 분비물로 덮여 있다. 암컷의 외음부에는 음순에서 튀어나온 두껍고 길쭉한 음핵이 있다. 요도의 개구부는 질보다 음핵에 더 가까워서 "드립 팁"을 형성한다.
암컷은 두 쌍의 유선(젖꼭지 4개)을 가지고 있지만, 기능하는 것은 한 쌍뿐이다.  앞쪽 쌍(머리에 가장 가까운 쪽)은 겨드랑이에 매우 가깝다. 털이 없는 향선은 수컷과 암컷 모두에 존재한다. 암수 모두 작고 어두운 전완(팔뚝) 샘을 가지고 있으며, 길이는 1cm이고 손목 관절에서 약 25cm 위 팔뚝 안쪽 표면에 있다(이 특성은 여우원숭이속과 대나무여우원숭이속이 공유한다.).   샘은 부드럽고 압축 가능하며, 미세한 피부 융기(지문과 같음)가 있으며, 2mm 높이의 미세한 털이 없는 띠로 손바닥에 연결되어 있다. 그러나 수컷만 이 향선을 덮는 각질 돌기가 있다. 돌기는 피부를 통해 수천 개의 미세한 관을 통해 연결될 수 있는 기저선에서 분비물이 축적되어 나이가 들면서 발달한다. 수컷은 또한 어깨의 겨드랑이 표면(겨드랑이 근처)에 상완선(팔)을 가지고 있다. 상완선은 전완선보다 크고 주변이 짧은 털로 덮여 있으며 중앙 근처에 맨 초승달 모양의 구멍이 있다. 이 샘은 악취가 나는 갈색 끈적끈적한 물질을 분비한다. 암컷의 상완선은 거의 발달되지 않았거나 전혀 없다. 암수 모두 생식기 또는 항문 주변 부위에 털로 덮인 아포크린샘과 피지샘이 있다.
손가락은 가늘고, 각질층이 두꺼워진 볼록살(肉球) 부분이 있으며, 대부분 물갈퀴가 없고, 반쯤 능숙하며, 납작하고 사람과 비슷한 손톱이 있다. 엄지는 짧고 다른 손가락과 크게 떨어져 있다. 손바닥과 직각으로 위치하지만, 관절구가 제자리에 고정되어 있기 때문에 엄지는 마주볼 수 없다. 모든 곡비원류와 마찬가지로, 손은 원숭이와 유인원에서 볼 수 있는 메삭소닉(mesaxonic, 셋째 손가락이 가장 길거나 발달함)이 아니라 에탁소닉(ectaxonic, 넷째와 다섯째 손가락이 가장 길거나 발달함)이다. 넷째 손가락이 가장 길고 둘째 손가락보다 약간 더 길다. 마찬가지로 다섯째 손가락은 둘째 손가락보다 약간 더 길다. 손바닥은 길고 가죽 같고 다른 영장류와 마찬가지로 잡기를 개선하기 위한 피부 융기가 있다. 발은 반-지행성이며 손보다 더 특화되어 있다. 엄지발가락은 마주보며 다른 여우원숭이의 엄지발가락보다 작은데, 다른 여우원숭이는 나무 위에서 생활한다. 둘째 발가락은 짧고, 끝부분 육구가 작고, 그루밍 발톱이 있어서 개인 그루밍에 특화되어 있으며, 특히 입으로 닿을 수 없는 털을 긁어내는 데 사용된다. 그루밍 발톱은 거의 모든 현존하는 곡비원류 영장류에서 공유되는 특성이다. 다른 여우원숭이와 달리, 호랑꼬리여우원숭이의 발꿈치는 털로 덮여 있지 않다.

### 치열

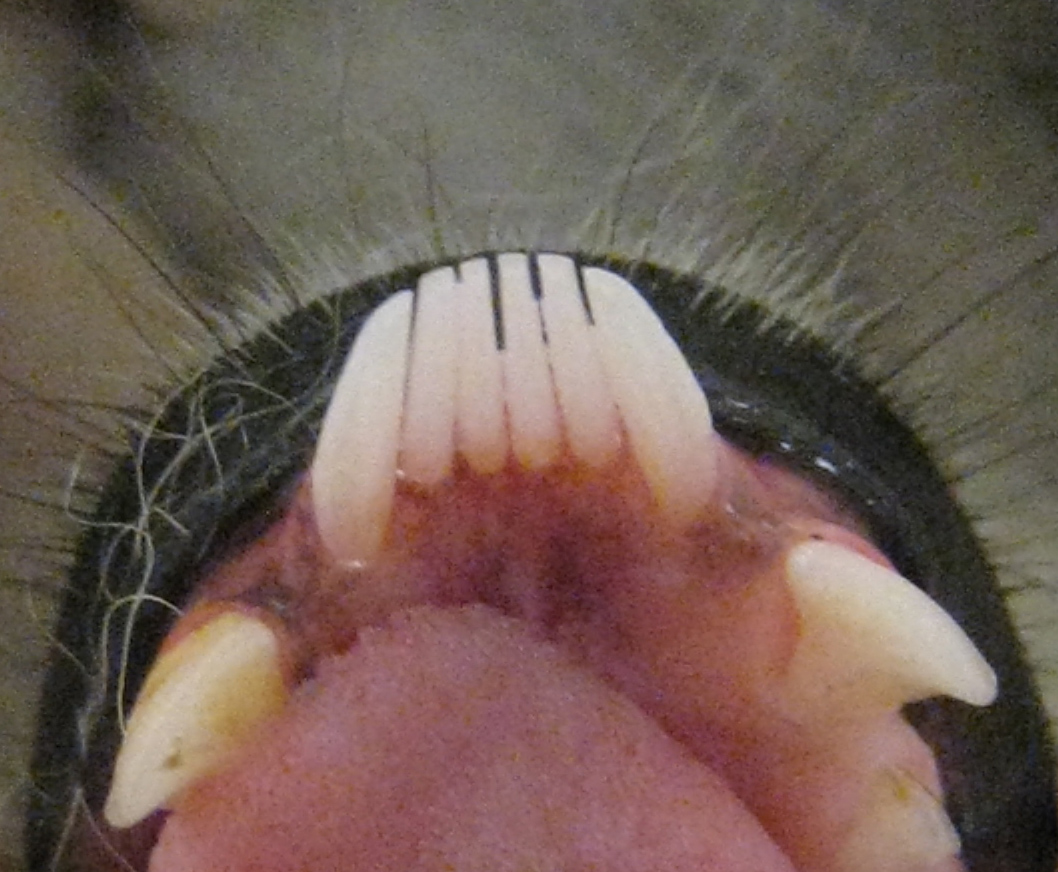
앞쪽 아래 치열에는 빗살 모양의 이빨이 있고, 첫 번째 소구치는 송곳니와 유사하다.

호랑꼬리여우원숭이의 치열은 2.1.3.32.1.3.3 × 2 = 36로 턱 양쪽에 앞니 2개, 송곳니 1개, 앞어금니 3개, 뒷어금니 3개가 있다. 유치는 2.1.32.1.3 × 2 = 24이다. 영구치는 다음과 같은 순서로 돋아난다: m 1/1(제1대구치), i 2/2(제1절치), i 3/3(제2절치), C1(상악견치), m 2/2(제2대구치), c1(하악견치), m 3/3(제3대구치), p 4/4(제3소구치), p 3/3(제2소구치), p 2/2(제1소구치).
하악 절치(i1과 i2)는 길고 좁으며, 입 안에서 거의 똑바로 앞을 향하고 있는 동안 미세하게 간격이 벌어져 있다(앞으로 돌출된). 약간 더 크고 또한 후면인 절치 모양(절치형) 하악 송곳니(c1)와 함께 이빨빗이라는 구조를 형성한다. 이는 거의 모든 송곳니류 영장류에게만 고유한 특성이다. 이빨빗은 핥고 이를 긁는 구강 관리에 사용된다. 또한 작은 과일을 움켜쥐거나 먹을 때 줄기에서 잎을 제거하거나 나무껍질에서 수액과 잇몸을 긁어내는 데 사용될 수도 있다. 이빨빗은 혀 밑부분의 대부분을 덮고 있는 얇고 편평한 섬유질 판인 혀밑 기관을 사용하여 깨끗하게 유지한다. 이빨빗 다음에 있는 첫 번째 하악 소구치(p2)는 송곳니 모양이며 상악 송곳니를 막아 본질적으로 절치형 하악 송곳니의 역할을 채운다. 두 번째와 세 번째 소구치(p2와 p3) 사이에도 간격이 있다.
상악절치는 작고, 제1절치(I1)는 서로 멀리 떨어져 있지만 제2절치(I2)와는 가깝다. 둘 다 협설측(뺨과 혀 사이)으로 압축되어 있다. 상악견치(C1)는 길고, 넓은 밑부분이 있으며, 아래로 뒤로 휘어져 있다(뒤로 휘어져 있다). 상악견치는 약간의 성적 이형성을 보이며, 수컷은 암컷보다 약간 더 큰 송곳니를 보인다. 암수 모두 송곳니로 베는 방식으로 전투에 사용한다. 상악견치와 제1소구치(P2) 사이에 작은 간격이 있는데, 다른 소구치보다 작고 더 송곳니 모양을 띤다. 다른 여우원숭이와 달리, 처음 두 개의 위 어금니(M1과 M2)는 눈에 띄는 혀 대상을 가지고 있지만, 프로토스타일은 없다.

## 생태
호랑꼬리여우원숭이는 주행성이며 반육상성 동물이다. 여우원숭이 종 중에서 육상성을 가장 많이 보이며, 시간의 33%를 땅에서 보낸다. 하지만 여전히 상당히 수상성이며, 시간의 23%를 중간 임관층에서, 25%를 상층 임관층에서, 6%를 돌출층에서, 13%를 작은 덤불에서 보낸다. 무리 이동은 70%가 육상성이다.
무리 규모, 서식지, 개체수 밀도는 지역과 식량 가용성에 따라 다르다. 무리는 일반적으로 6~25마리 규모이지만 30마리 이상의 무리가 기록된 적도 있다. 무리의 평균 개체수는 13~15마리이다.  서식지 규모는 6~35헥타르이다. 호랑꼬리여우원숭이 무리는 영역을 유지하지만 종종 중복이 많다. 우연히 만나면 적대적이거나 적대적인 성격을 띤다. 무리는 일반적으로 이동하기 전에 3~4일 동안 범위의 동일한 부분을 차지한다. 이동할 때 평균 이동 거리는 1km이다. 개체수 밀도는 건조림에서 1km2당 100마리에서 대상림 및 2차림에서 1km2당 250~600마리이다.
호랑꼬리여우원숭이는 토착종 포식자와 외래종 포식자가 모두 있다. 토착종 포식자로는 포사와 마다가스카르매, 마다가스카르말똥가리, 마다가스카르왕뱀이 있다. 외래종 포식자로는 인도사향고양이와 고양이, 개가 있다.

### 지리적 분포와 서식지
마다가스카르 남부와 남서부에 서식하는 호랑꼬리여우원숭이는 다른 여우원숭이보다 고지대에서 더 멀리 분포한다. 낙엽수림과 건조한 관목 지대, 산악 습윤림, 대상림(강둑을 따라 있는 숲)에 서식한다. 대상림을 매우 선호하지만, 가축을 위한 목초지를 만들기 위해 마다가스카르 대부분 지역에서 이러한 숲을 벌채했다. 위치에 따라 지리적 분포 지역 내의 온도 분포는 안드린기트라 육괴 지역의 -12°C부터 베자 마하팔리 특별 보호 구역의 가시 숲의 48°C까지 다양하다.
호랑꼬리여우원숭이는 동쪽으로는 톨라나로, 내륙으로는 남동쪽 고원에 있는 안드링기트라 산맥, 섬 남부의 가시 숲 사이, 서쪽 해안을 따라 북쪽으로는 벨로 쉬르 메르 마을까지 발견된다. 역사적으로는 서쪽의 북쪽 서식지 한계가 모론다바 근처의 모론다바 강까지로 널리 분포했다. 모론다바 바로 남쪽에 있는 키린디 미테아 국립공원에서 여전히 발견할 수 있지만 개체 밀도는 매우 낮다. 모론다바 북쪽의 키린디 삼림 보호 구역에서는 발견되지 않는다. 나머지 서식지 전체에 걸쳐 분포 지역이 매우 불규칙하며 개체 밀도가 매우 다양하다.
호랑꼬리여우원숭이는 마다가스카르의 5개 국립공원, 안도하헬라 국립공원, 안드링기트라 국립공원, 이살로 국립공원, 치마남페초체 국립공원, 좀비체-보히바시아 국립공원에서 쉽게 볼 수 있다. 베자-마하팔리 특별 보호 구역, 칼람바트리트라 특별 보호 구역, 피크 디보히베 특별 보호 구역, 암보아사리 수드, 베렌티 사유 보호 구역, 안자 공동체 보호 구역에서도 발견되며, 키린디 미테아 국립공원에서도 일부 발견된다. 호랑꼬리여우원숭이가 보고된 보호되지 않은 숲에는 안코바, 안코디다, 안자치콜로, 안바토실롱골롱고, 마하조아리보, 마시아비비 및 미케아가 포함된다.
보호 구역 내에서 서식하는 것으로 알려진 호랑꼬리여우원숭이는 최대 24종의 여우원숭이과 종과 동소성(범위를 공유)을 띠며 긴털귀난쟁이여우원숭이속와 인드리속, 목도리여우원숭이속을 제외한 모든 현존하는 속을 포함한다. 역사적으로 이 종은 한때 안드링기트라 국립공원에서 발견된 위기에 처한 남부 흑백 털북숭이여우원숭이와 같은 지역이다. 그러나 최근에는 목도리여우원숭이를 목격했다는 보고가 없다.
| - 베록스시파카 (Propithecus verreauxi) - 밀네에드워즈시파카 (Propithecus edwardsi) - 페이리에라스양털여우원숭이 (Avahi peyrierasi) - 회색쥐여우원숭이 (Microcebus murinus) - 갈색쥐여우원숭이 (Microcebus rufus) - 적회색쥐여우원숭이 (Microcebus griseorufus) - 아이아이 (Daubentonia madagascariensis) - 살찐꼬리난쟁이여우원숭이 (Cheirogaleus medius) | - 큰난쟁이여우원숭이 (Cheirogaleus major) - 흰발족제비여우원숭이 (Lepilemur leucopus) - 작은이빨족제비여우원숭이 (Lepilemur microdon) - 페테르족제비여우원숭이 (Lepilemur petteri) - 붉은꼬리족제비여우원숭이 (Lepilemur ruficaudatus) - 라이트족제비여우원숭이 (Lepilemur wrightae) - 허바드족제비여우원숭이 (Lepilemur hubbardorum) - 황금대나무여우원숭이 (Hapalemur aureus) | - 남부작은대나무여우원숭이 (Hapalemur meridionalis) - 큰대나무여우원숭이 (Prolemur simus) - 갈색여우원숭이 (Eulemur fulvus) - 붉은이마여우원숭이 (Eulemur rufifrons) - 붉은배여우원숭이 (Eulemur rubriventer) - 목도리갈색여우원숭이 (Eulemur collaris) - 코쿠렐쥐여우원숭이 (Mirza coquereli) - 흰포크여우원숭이 (Phaner pallescens) |

마다가스카르 서부에서는 동소적 호랑꼬리여우원숭이와 붉은이마여우원숭이가 함께 연구되었다. 두 종 사이에는 거의 상호 작용이 일어나지 않는다. 두 종의 먹이가 겹치지만, 호랑꼬리여우원숭이의 먹이가 더 다양하고 땅에서 보내는 시간이 더 많기 때문에 서로 다른 비율로 먹는다.

### 먹이
호랑꼬리여우원숭이는 주로 과일과 잎, 특히 타마린드나무의 열매와 잎을 먹는 기회성 잡식동물로, 원래는 킬리라고 불린다. 타마린드를 구할 수 있을 때 먹이의 50%를 차지하는데, 특히 건조한 겨울철에 그렇다. 호랑꼬리여우원숭이는 무려 30여 종의 식물을 먹으며, 먹이에는 꽃, 허브, 나무껍질, 수액이 포함된다. 썩은 나무, 흙, 거미줄, 곤충 고치, 절지동물(거미, 애벌레, 매미, 메뚜기) 및 작은 척추동물(새와 카멜레온)을 먹는 것으로 관찰되었다. 건기에는 점점 더 기회성 잡식동물이 된다.

## 습성

### 사회 체계
호랑꼬리여우원숭이는 "군단"이라고 알려진 무리에서 살고 있으며, 이 집단은 모계를 핵심 집단으로 하는 여러 수컷으로 구성된 집단으로 분류된다. 대부분의 여우원숭이와 마찬가지로 암컷은 먹이 우선권을 포함하여 모든 상황에서 수컷을 사회적으로 지배한다. 지배력은 달려들고, 쫓고, 휘두르고, 움켜쥐고, 물기를 통해 강화된다. 어린 암컷은 항상 어미의 계급을 물려받지 않으며 어린 수컷은 3~5살 사이에 무리를 떠난다. 암수 모두 별도의 지배 계층을 가지고 있다. 암컷은 뚜렷한 계층을 가지고 있는 반면 수컷의 계급은 나이와 상관 관계가 있다. 각 무리에는 다른 무리 수컷보다 암컷과 더 많이 상호 작용하고 높은 계급의 암컷과 함께 무리 행렬을 이끄는 중앙에 있는 1~3마리의 높은 계급의 성체 수컷이 있다. 최근에 옮겨진 수컷, 늙은 수컷 또는 아직 출생 무리를 떠나지 않은 젊은 성체 수컷은 종종 계급이 낮다. 그들은 집단의 주변에 머무르기 때문에 집단 활동에서 소외되는 경향이 있다.

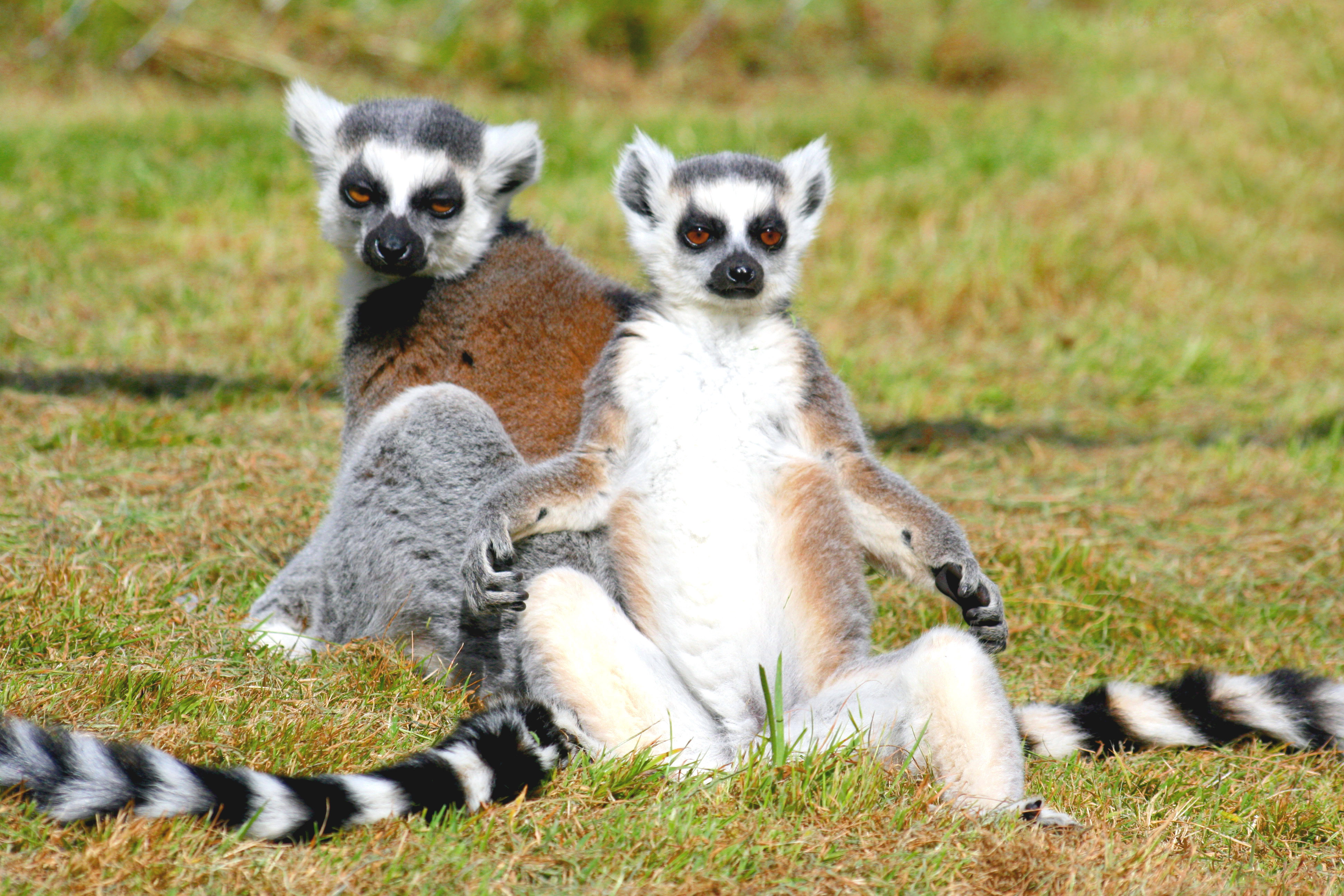
호랑꼬리여우원숭이는 아침에 몸을 따뜻하게 하기 위해 태양을 향해 앉아 있다.

수컷의 경우, 사회 구조의 변화는 계절적일 수 있다. 12월과 5월 사이의 6개월 동안 몇몇 수컷이 무리 사이를 이동한다. 자리를 잡은 수컷은 평균 3.5년마다 이동하지만, 어린 수컷은 약 1.4년마다 이동할 수 있다. 무리 분열은 무리가 너무 커지고 자원이 부족해질 때 발생한다.
아침에 호랑꼬리여우원숭이는 몸을 따뜻하게 하기 위해 일광욕을 한다. 종종 "태양 숭배" 자세 또는 연꽃 자세로 묘사되는 자세로 앉아 태양을 바라본다. 그러나 다리를 꼬지 않고 바깥쪽으로 뻗은 채로 앉아 있으며, 종종 근처 나뭇가지에 몸을 기대기도 한다. 햇볕 쬐기는 종종 그룹 활동이며, 특히 추운 아침에 그렇다. 밤에는 무리가 잠을 자는 무리로 나뉘어 몸을 따뜻하게 유지하기 위해 서로 가까이 모여 있다.
네 발로 걷는데도 불구하고 호랑꼬리여우원숭이는 뒷다리로 몸을 일으켜 균형을 잡을 수 있으며, 보통 공격적인 행동을 보인다. 위협을 받으면 호랑꼬리여우원숭이는 공중으로 뛰어올라 짧은 발톱과 날카로운 윗 송곳니로 공격하는데, 이를 점프 싸움이라고 한다. 번식기 외에는 긴장이 고조되고 짝짓기 경쟁이 치열할 때 매우 드물다. 다른 공격적인 행동으로는 위협적인 시선, 싸움을 시작하기 위해 사용하는 시선, 입술을 뒤로 젖히는 것으로 알려진 복종적인 제스처가 있다.
경쟁하는 무리와의 영역 싸움이 가끔 발생하며, 무리의 서식지를 방어하는 것은 우세한 암컷의 책임이다. 적대적인 만남에는 시선 고정, 돌진하는 접근, 가끔씩 신체적 공격이 포함되며, 무리 구성원이 서식지 중앙으로 후퇴하는 것으로 끝난다.

#### 후각적 의사소통
호랑꼬리여우원숭이와 같은 곡비원류는 후각적 의사소통이 매우 중요하다. 수컷과 암컷은 항문 생식기 냄새샘을 사용하여 서식지의 겹치는 부분에서 수직 및 수평 표면의 냄새를 표시한다. 호랑꼬리여우원숭이는 냄새를 바르는 동안 발로 가장 높은 지점을 잡은 채 물구나무서기를 하며 수직 표면을 표시한다. 냄새 표시의 사용은 연령, 성별 및 사회적 지위에 따라 다르다. 수컷 여우원숭이는 전완선과 상완선을 사용하여 영역을 구분하고 그룹 내 우세 계층을 유지한다. 각 손목의 전완선 위에 있는 가시 돌기를 나무 줄기에 긁어내어 냄새가 나는 홈을 만든다. 이것을 "돌기 표지"라고 한다.
공격성을 과시할 때 수컷은 "냄새 싸움"이라는 사회적 과시 행동에 참여하는데, 이는 전완선과 상완선에서 분비되는 분비물을 꼬리에 묻힌 후 냄새가 나는 꼬리를 수컷 경쟁자에게 흔드는 것을 포함한다.
호랑꼬리여우원숭이는 소변을 사용하여 표시하는 것으로도 나타났다. 행동적으로, 꼬리를 살짝 들어올리고 소변을 흘리는 일반 소변과 꼬리를 들어올리고 소변 몇 방울만 사용하는 소변 표시 행동 사이에는 차이가 있다. 소변 표시 행동은 일반적으로 암컷이 영역을 표시하는 데 사용하며, 주로 무리의 영역 가장자리와 다른 무리가 자주 드나드는 지역에서 관찰되었다. 소변 표시 행동은 또한 짝짓기 시즌에 가장 빈번하며, 무리 간의 생식적 의사소통에 역할을 할 수 있다.

#### 청각적 의사소통

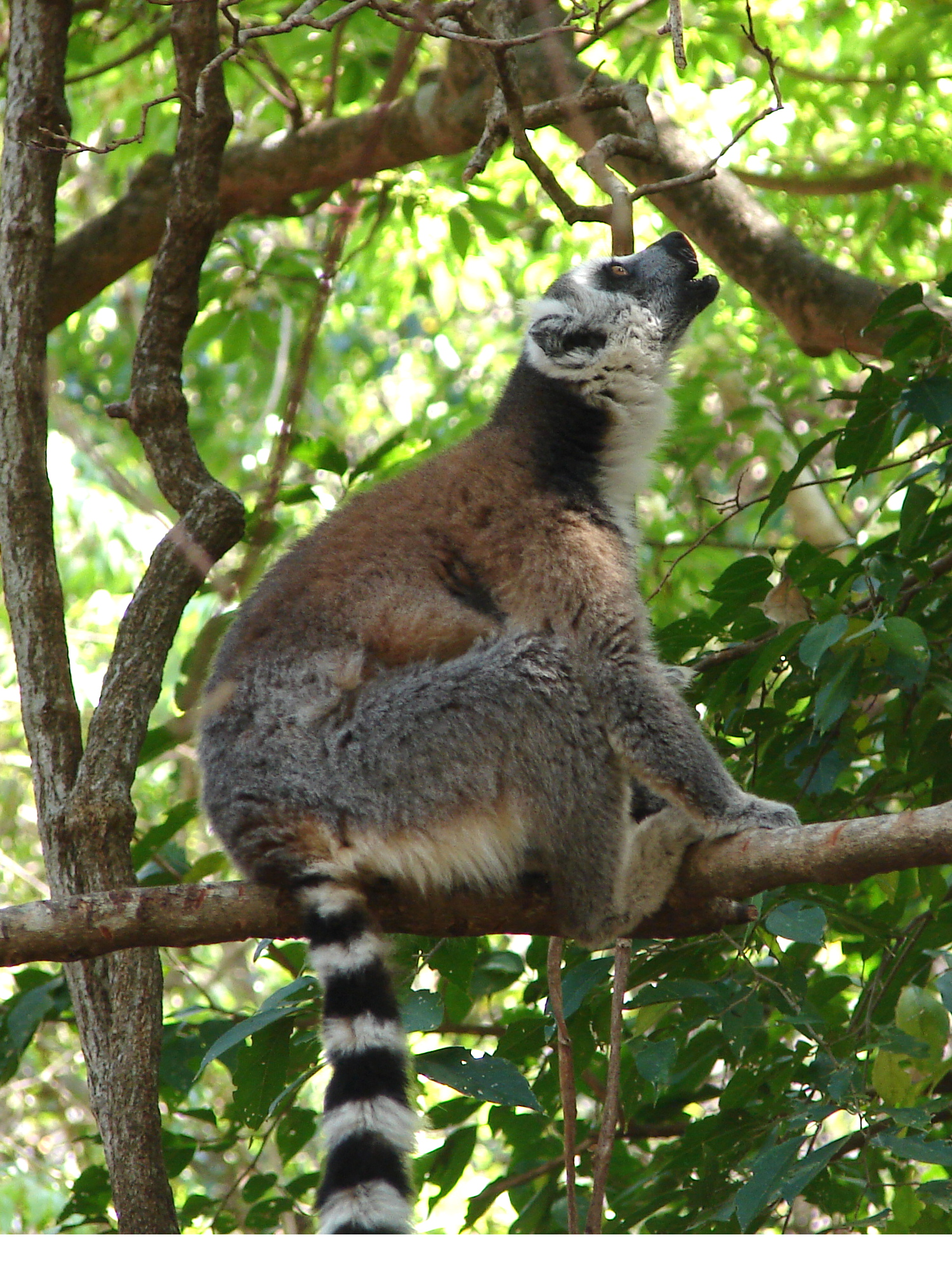
호랑꼬리여우원숭이는 영장류 중 가장 목소리가 큰 종에 속한다.

호랑꼬리여우원숭이는 가장 큰 소리를 내는 영장류 중 하나이며, 먹이를 찾는 동안 집단 응집력을 유지하고 포식자의 존재를 집단 구성원에게 알리는 데 사용되는 복잡하고 다양한 소리를 가지고 있다. 부름 소리는 간단한 것부터 복잡한 것까지 다양하다. 간단한 부름소리의 예로는 만족감을 표현하는 가르랑 소리(듣기 (도움말·정보))가 있다. 복잡한 부름소리는 포식자가 몰려드는 동안 사용되는 딸깍, 입을 닫고 딸깍하는 소리(CMCS), 입을 벌리고 딸깍하는 소리(OMCS) 그리고 짖는 소리(듣기 (도움말·정보))의 순서이다. 일부 부름소리에는 변형이 있으며 변형 간에 전환이 발생한다. 예를 들어, 어린 새끼의 "짹짹"(조난 신호 부름소리)이 한 변형에서 다른 변형으로 전환되는 경우 (돋기 (도움말·정보))이다.
가장 흔히 들리는 소리는 끙끙거리는 신음소리(돋기 (도움말·정보)) (낮음~중간 정도의 흥분한 소리, 집단 응집력), 초기~높은 구슬픈 울음 소리(듣기 (도움말·정보))(중간~크게 흥분한 소리, 집단 응집력) 및 딸깍 소리(듣기 (도움말·정보))(주의를 끌기 위한 "위치 표시")이다.

### 번식과 생식

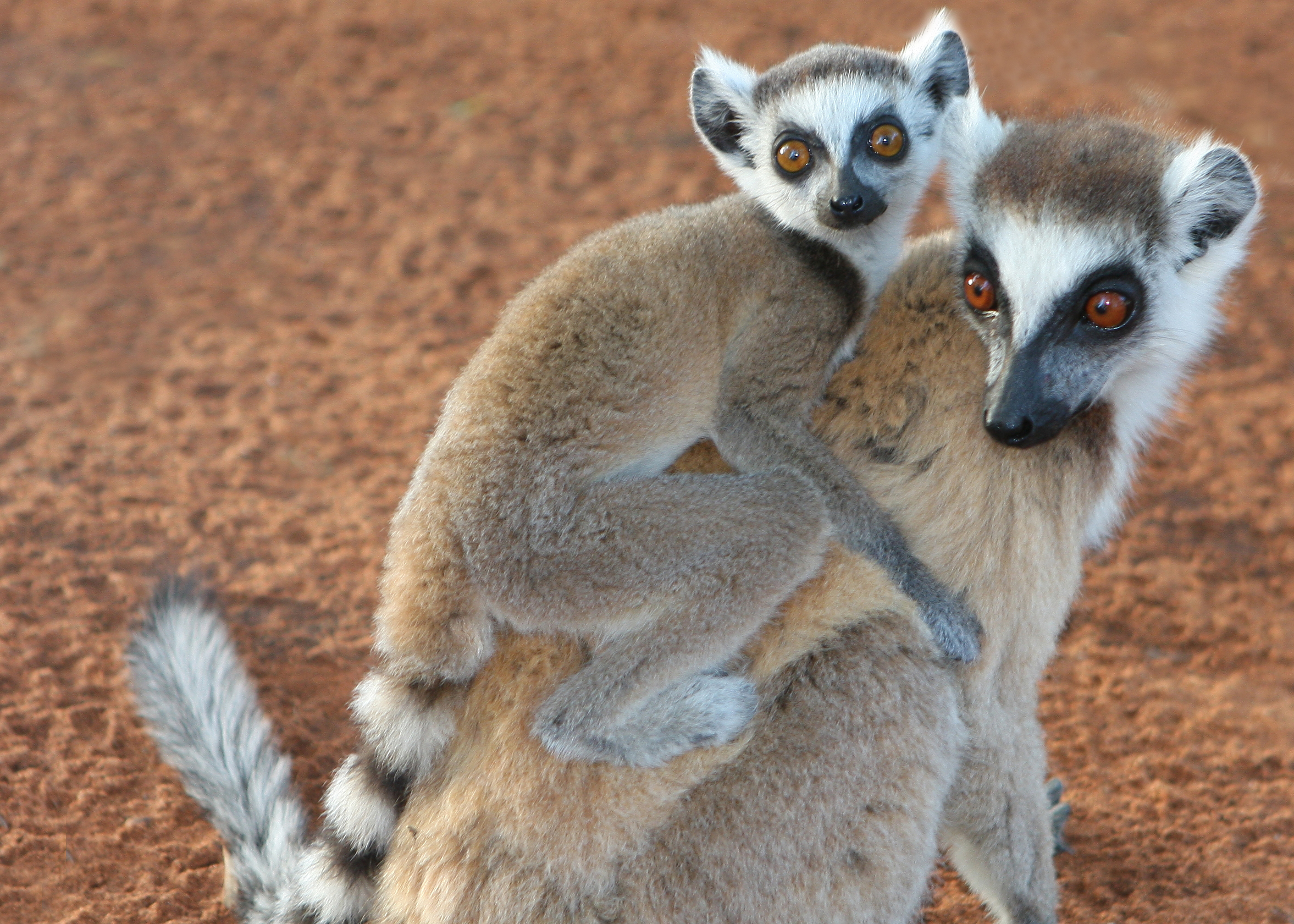
야생에서 암컷은 일반적으로 한 마리의 새끼를 낳는다.

호랑꼬리여우원숭이는 일부다처제이지만, 무리의 우두머리 수컷은 일반적으로 다른 수컷보다 더 많은 암컷과 번식한다. 싸움은 번식기에 가장 흔하다. 수용적인 암컷은 엉덩이를 내밀고 꼬리를 들어올리고 어깨 너머로 원하는 수컷을 바라보면서 짝짓기를 시작할 수 있다. 수컷은 암컷의 생식기를 검사하여 수용성을 확인할 수 있다. 암컷은 일반적으로 무리 내에서 짝짓기를 하지만, 외부에서 수컷을 찾을 수도 있다.
번식기는 4월 중순부터 5월 중순까지이다. 발정은 4~6시간 지속되고, 이 기간 동안 암컷은 여러 수컷과 교미를 한다. 무리 내에서 암컷은 수용성을 엇갈리게 하여 번식기 동안 각 암컷이 다른 날에 발정기를 맞이하게 하여 수컷의 관심을 끌기 위한 경쟁을 줄인다. 암컷은 12월에서 4월까지 우기에 수유하는데, 이때는 자원을 쉽게 이용할 수 있다. 암컷은 5월에서 9월까지 건기에 임신하는데, 이때는 자원이 부족하다. 암컷은 꽃과 같은 자원이 절정에 달하는 계절에 새끼를 낳는다. 임신 기간은 약 135일이며, 출산은 9월 또는 가끔 10월에 이루어진다. 야생에서는 한 마리의 새끼가 일반적이지만 쌍둥이가 생길 수도 있다. 호랑꼬리여우원숭이 새끼는 출생 시 체중이 70g이고, 처음 1~2주 동안은 배쪽(가슴 위)으로 안겨 있고, 그 이후에는 등쪽(등 위)으로 안겨 있다.
어린 여우원숭이는 2개월 후에 고형 먹이를 먹기 시작하고 5개월 후에 완전히 젖을 뗀다. 성적 성숙은 2.5~3년 사이에 이루어진다. 수컷이 유아 양육에 참여하는 것은 제한적이지만, 나이나 성별에 관계없이 전체 무리가 새끼를 돌보는 것을 볼 수 있다. 무리 암컷 간의 이종 양육이 보고되었다. 암컷에 의한 납치와 수컷이 새끼를 죽이는 경우도 가끔 발생한다. 혹독한 환경 조건과 포식, 낙상과 같은 사고로 인해 어린 새끼의 사망률은 첫해 이내에 최대 50%에 달할 수 있으며, 최소 30%만이 성체가 될 수 있다. 야생에서 가장 오래 산 호랑꼬리여우원숭이는 베렌티 보호구역의 암컷으로 20년을 살았다. 야생에서 암컷은 16년을 넘기지 못하는 경우가 드물고, 수컷의 기대 수명은 사회적 구조로 인해 알 수 없다. 가장 오래 산 수컷은 15년으로 보고되었다. 생포된 경우의 보고된 최대 수명은 27년이었다.

### 인지 능력과 도구 사용
역사적으로, 비인간 영장류의 학습과 인지 연구는 진원류(원숭이와 유인원)에 초점을 맞추었고, 호랑꼬리여우원숭이 등과 같은 곡비원류 영장류는 간과되었고 지능이 낮다는 이유로 대중적으로 무시당했다. 초기 실험에서 비롯된 몇 가지 요인이 이 가정의 발전에 역할을 했다. 첫째, 이전 테스트의 실험 설계는 곡비원류보다 진원류의 자연스러운 행동과 생태를 선호했을 수 있으며, 이는 실험 과제가 여우원숭이에게는 부적절하게 만들었을 수 있다. 진원류는 먹이가 아닌 물건을 가지고 조작놀이를 하는 것으로 알려져 있고, 여우원숭이는 사육 상태에서만 먹이가 아닌 물건을 가지고 조작놀이를 하는 것으로 알려져 있다. 이러한 행동은 일반적으로 먹이 연관과 관련이 있다. 또한, 여우원숭이는 손보다 코나 입으로 물건을 더 많이 옮기는 것으로 알려져 있다. 따라서 사전 훈련 없이 물건을 조작하는 여우원숭이를 필요로 하는 실험은 곡비원류보다 진원류를 선호할 것이다. 둘째, 무리에서 사는 데 익숙한 개별 호랑꼬리여우원숭이는 실험실 테스트를 위한 고립에 잘 반응하지 않을 수 있다. 과거 연구에서는 이러한 시나리오에서 히스테리적 행동이 보고되었다.
여우원숭이가 지능이 없다는 개념은 신피질 비율(뇌 크기 측정 기준)이 지능을 나타낸다는 견해에 달려있다. 사실, 영장류학자인 앨리슨 졸리는 자신의 학문 연구 경력 초기에 호랑꼬리여우원숭이와 같은 일부 여우원숭이 종이 긴꼬리원숭이와 유사한 사회적 복잡성을 진화시켰지만, 그에 상응하는 지능은 진화시키지 못했다는 것을 지적했다. 마다가스카르의 베렌티 보호구역과 아프리카의 개코원숭이에 대한 수년간의 야생 고리꼬리여우원숭이 개체군 관찰 후, 최근 이 매우 사회적인 여우원숭이 종이 일반적인 모습에도 불구하고 긴꼬리원숭이아과 원숭이와 동등한 사회적 복잡성을 보이지 않는다는 결론을 내렸다.
그럼에도 불구하고, 연구는 호랑꼬리여우원숭이의 인지 능력에 중점을 두고 여우원숭이 정신의 복잡성을 계속 밝혀왔다. 1970년대 중반에 연구를 통해 표준적인 강화 계획을 사용하여 작용적 조건화를 통해 훈련할 수 있다는 것이 입증되었다. 호랑꼬리여우원숭이는 척추동물에서 공통적인 기술인 패턴, 밝기 및 사물 구별을 학습할 수 있는 것으로 나타났다. 호랑꼬리여우원숭이는 또한 종종 진원류의 성과와 동등하거나 그 이상의 다양한 복잡한 작업을 학습하는 것으로 나타났다.
최근 듀크 여우원숭이 센터의 연구에 따르면, 호랑꼬리여우원숭이는 기억 속에 시퀀스를 정리하고 언어 없이도 정렬된 시퀀스를 검색할 수 있다는 사실이 밝혀졌다. 실험 설계에 따르면, 여우원숭이는 시퀀스의 내부 표현을 사용하여 반응을 안내하고, 시퀀스의 한 항목이 다음 항목을 선택하도록 신호를 보내는 훈련된 시퀀스를 따르지 않는다는 사실이 입증되었다. 하지만 호랑꼬리여우원숭이의 추론 능력은 여기서 끝나지 않는다. 미아카 시티 여우원숭이 보존센터에서 수행된 또 다른 연구에 따르면, 이 종과 다른 여러 밀접한 관련 여우원숭이 종은 간단한 산술 연산을 이해한다고 한다.
도구 사용은 영장류 지능의 핵심 특징으로 여겨지기 때문에 야생 여우원숭이에서 이러한 행동이 없는 것처럼 보이고, 먹이가 아닌 물건을 가지고 조작놀이도 없는 것은 여우원숭이가 진원류 사촌보다 덜 지능적이라는 인식을 강화하는 데 도움이 되었다. 그러나 미아카 시티 여우원숭이 보존센터에서 실시한 또 다른 연구에서는 호랑꼬리여우원숭이와 갈색여우원숭이에서 도구 기능의 표현을 조사한 결과, 원숭이와 마찬가지로 비기능적 특징(예: 색상 또는 질감)이 있는 도구 대신 기능적 특성(예: 도구 방향 또는 사용 용이성)이 있는 도구를 사용한다는 것을 발견했다. 호랑꼬리여우원숭이는 야생에서 도구를 사용하지 않을 수 있지만, 도구를 사용하도록 훈련할 수 있을 뿐만 아니라 기능적 품질에 따라 도구를 우선적으로 선택한다. 따라서 도구를 사용하는 개념적 역량은 일반 영장류 조상에게 존재했을 수 있지만, 도구 사용은 훨씬 나중에 나타났을 수 있다.

## 보존 상태
호랑꼬리여우원숭이는 2014년 IUCN에서 멸종 위기에 처한 종으로 지정되었을 뿐만 아니라, 1977년부터 CITES 부록 I에 따라 야생에서 생포한 표본의 거래가 불법으로 지정되었다. 멸종 위기에 처한 여우원숭이 종이 더 많지만, 호랑꼬리여우원숭이는 식별이 가능하기 때문에 대표적인 종으로 간주된다. 2017년 현재 야생에 남아 있는 호랑꼬리여우원숭이는 약 2,000마리에 불과한 것으로 추정되며, 이는 이전에 생각했던 것보다 훨씬 더 심각한 멸종 위기에 처해 있음을 의미한다.

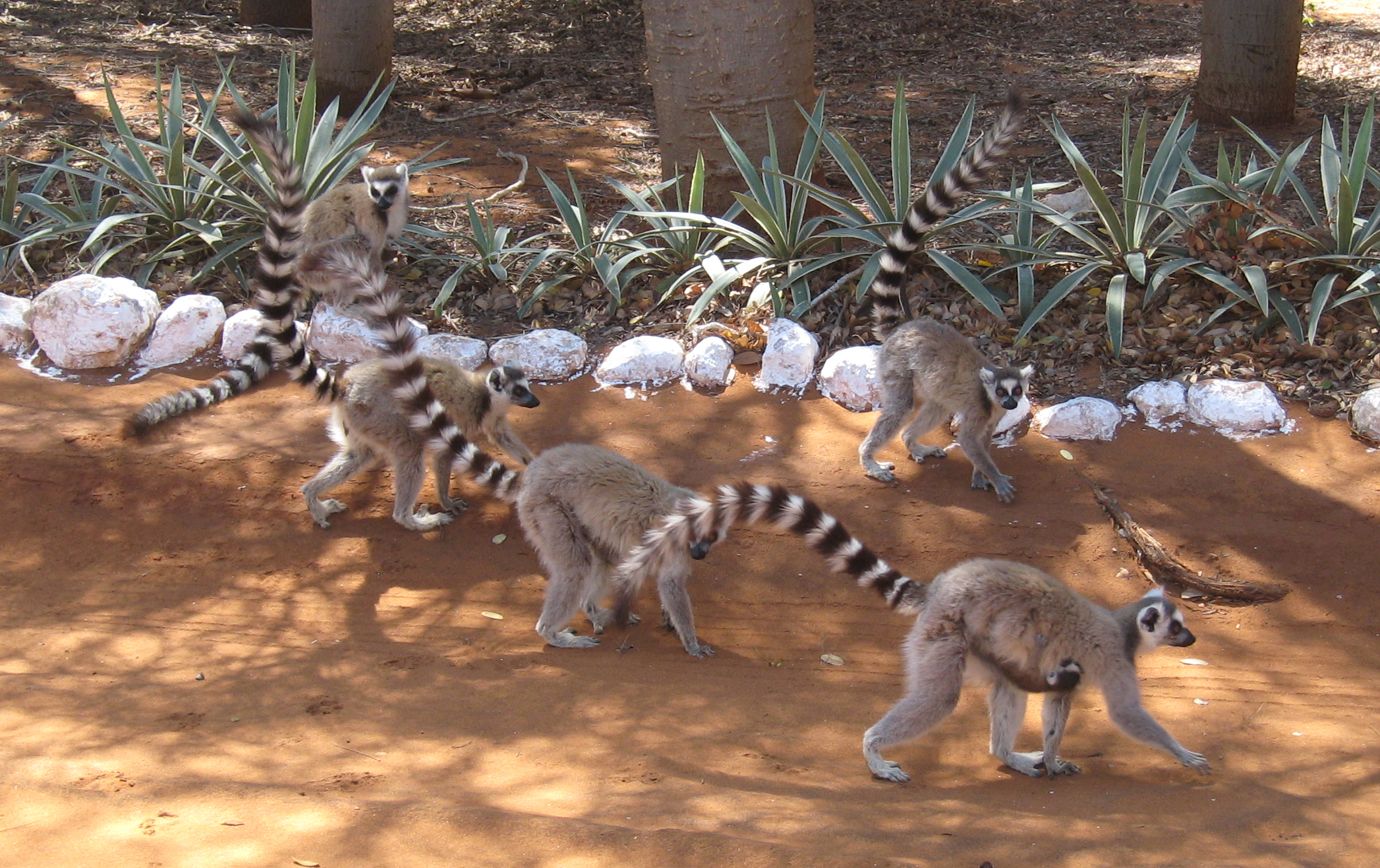
호랑꼬리여우원숭이는 마다가스카르 남부의 베렌티 사립 보호구역에서 흔히 볼 수 있다.

호랑꼬리여우원숭이를 위협하는 요인은 세 가지다. 첫째이자 가장 중요한 것은 서식지 파괴다. 약 2,000년 전 사람이 섬에 들어온 이래로 목초지와 농경지를 만들기 위해 숲을 벌채했다. 연료와 목재를 위한 활엽수 벌채, 광산 채굴 및 과도한 방목도 피해를 입혔다. 오늘날 마다가스카르의 원래 삼림 면적의 90%가 사라진 것으로 추정된다. 인구 증가로 인해 섬의 남서쪽 지역에서는 연료용 나무, 숯, 목재에 대한 수요가 더욱 커졌다. 초원 개간으로 인한 화재와 화전 농업으로 인해 숲이 파괴되었다. 호랑꼬리여우원숭이 종에 대한 또 다른 위협은 식량(부시미트), 모피 의류 또는 애완동물을 위한 수확입니다. 마지막으로, 마다가스카르 남부에서 흔히 발생하는 주기적 가뭄은 이미 감소 중인 개체군에 영향을 미칠 수 있다. 예를 들어 1991년과 1992년에 심각한 가뭄으로 인해 베자 마하팔리 특별 보호 구역의 어린 새끼와 암컷 사망률이 비정상적으로 높아졌다. 2년 후, 개체군은 31% 감소했고 회복되기까지 거의 4년이 걸렸다.
호랑꼬리여우원숭이는 서식 범위 내의 여러 보호 구역에 서식하며, 각각 다양한 수준의 보호를 제공한다. 베자 마하팔리 특별 보호 구역에서는 현지 내 보존에 대한 전체론적 접근 방식을 취했다. 현장 연구와 자원 관리에 국제 학생과 지역 주민(학생 포함)이 참여할 뿐만 아니라, 보호 구역의 주변 구역에서 가축 관리가 사용되고 생태관광은 지역 주민에게 이익을 제공한다.
감소하는 서식지와 다른 위협을 제외하면, 호랑꼬리여우원숭이는 쉽게 번식하고 사육 상태에서도 잘 견뎌냈다. 이러한 이유와 인기로 인해 전 세계 동물원에서 가장 개체 수가 많은 여우원숭이가 되었고, 2009년 기준으로 사육 상태에 있는 여우원숭이는 2,500마리가 넘는다. 또한 사육되는 영장류 중에서 가장 흔하다. 호랑꼬리여우원숭이 보존에 적극적으로 참여하는 외부 시설로는 노스캐롤라이나 더럼에 있는 듀크 여우원숭이 센터, 플로리다 먀카 시티에 있는 여우원숭이 보존 재단, 세인트루이스 동물원에 본사를 둔 마다가스카르 동물 그룹이 있다. 사육 상태의 번식 성공률이 높기 때문에 야생 개체 수가 폭락하면 재도입이 가능하다. 조지아주 세인트 캐서린스 섬에서 실험적 방생이 성공을 거두어 사육 상태의 여우원숭이가 환경에 쉽게 적응하고 다양한 자연적 행동을 보일 수 있음을 보여주었지만, 현재 사육 상태의 동물을 풀어주는 것은 고려되지 않고 있다.
호랑꼬리여우원숭이 개체군은 마다가스카르 남부의 베렌티 사립 보호구역에서 볼 수 있듯이, 물을 뿌릴 수 있는 통이 있고 과일나무가 도입되었기 때문에 가뭄 개입의 혜택을 볼 수 있다. 그러나 이러한 개입은 항상 호의적으로 보이지는 않는다. 자연적인 개체군 변동이 허용되지 않기 때문이다. 호랑꼬리여우원숭이는 혹독한 환경으로 인해 높은 번식력을 진화시킨 것으로 보인다.

### 주해
1. ↑  1998년에 국제동물명명심의회는 프로시미아(Prosimia)라는 속명을 사용할 수 없다고 선언했다.[1]
2. ↑  모식종은 Catta mococo(=Lemur catta Linnaeus, 1758)로 등재되었다.[1]
3. ↑  모식종은 Maki mococo(=Lemur catta Linnaeus, 1758)로 등재되었다.[1][2]
4. ↑  이명 Mococo는 때때로 생략되는데, 이는 기술적으로 프로시미아속(Prosimia)의 통속명이였기 때문이다.[2] 르네 프리메베르 레슨(René Primevère Lesson)은 같은 해(1878년)에 이 속의 모식종을 Prosimia catta(=Lemur catta Linnaeus, 1758)로 명명했다.[1]
5. ↑  1819년 무어헤드(Muirhead)는 Maki mococo라는 이름을 1817년에 안셀름 가에탄 데스마레스트(Anselme Gaëtan Desmarest)가 명명했다고 밝혔지만 실제로는 통속명으로 사용되었다.[1][2]
6. ↑  좀비체-보히바시아 국립공원에서 발견되는 흰포크여우원숭이는 새로운 종일 수도 있다.[37]

### 출전
1. 1 2 3 4 5 6 7 8 9 10 11 12 13 14 15 16 17 18 19 20 21 22 23 24 25 26 27 28 29 30 31 32 33 34 35 36 37 38  Wilson, D.E.; Hanlon, E. (2010년). “Lemur catta (Primates: Lemuridae)” (PDF). 《포유류 종(Mammalian Species)》 42 (854): 58–74. doi:10.1644/854.1. S2CID 20361726.
2. 1 2 3 4 5 6 7 8 9 10 11 12 13  Tattersall 1982, 43–46쪽.
3. 1 2  “北 중앙동물원, 57종 240여 마리 동물 새로 입사”. 2015년 6월 10일. 2025년 2월 14일에 확인함.
4. 1 2  Platt, John R. (2017년 1월 13일). “Ring-Tailed Lemur Populations Have Crashed by 95 Percent”. 《Scientific American》. 2024년 2월 14일에 확인함.
5. ↑  Tattersall 1982, 43–44쪽.
6. 1 2 3 4 5  Dunkel, A.R.; Zijlstra, J.S.; Groves, C.P. (2011년). “자이언트 토끼, 마모셋, 그리고 영국 코미디: 여우원숭이 이름의 어원, 1부” (PDF). 《Lemur News》 16: 64–70. ISSN 1608-1439. 2016년 11월 6일에 원본 문서 (PDF)에서 보존된 문서. 2014년 9월 20일에 확인함.
7. ↑  Lux, J. (2008). “What are lemures?” (PDF). 《Humanitas》 32 (1): 7–14. 2010년 6월 6일에 원본 문서 (PDF)에서 보존된 문서.
8. ↑  Blunt & Stearn 2002, 252쪽.
9. ↑  Nield 2007, 41쪽.
10. 1 2  Mittermeier 등. 2006, 23–26쪽.
11. ↑  Garbutt 2007, 85–86쪽.
12. 1 2 3  Horvath, J.E.; Weisrock, D.W.; Embry, S.L.; Fiorentino, I.; Balhoff, J.P.; Kappeler, P.; Wray, G.A.; Willard, H.F.; Yoder, A.D. (2008). “Development and application of a phylogenomic toolkit: resolving the evolutionary history of Madagascar's lemurs” (PDF). 《Genome Research》 18 (3): 489–499. doi:10.1101/gr.7265208. PMC 2259113. PMID 18245770. 2011년 6월 10일에 원본 문서 (PDF)에서 보존된 문서.
13. ↑  Mittermeier 등. 2010, Chapter 2.
14. 1 2 3  Matsui, A.; Rakotondraparany, F.; Munechika, I.; Hasegawa, M.; Horai, S. (2009). “Molecular phylogeny and evolution of prosimians based on complete sequences of mitochondrial DNAs”. 《Gene》 441 (1–2): 53–66. doi:10.1016/j.gene.2008.08.024. PMID 18824224.
15. 1 2 3 4 5 6  Pastorini, J.; Forstner, M.R.J.; Martin, R.D. (2002). “Phylogenetic relationships among Lemuridae (Primates): evidence from mtDNA”. 《Journal of Human Evolution》 43 (4): 463–478. Bibcode:2002JHumE..43..463P. doi:10.1006/jhev.2002.0587. PMID 12393004.
16. 1 2 3  Herrera, James P.; Dávalos, Liliana M. (2016년 9월). “Phylogeny and Divergence Times of Lemurs Inferred with Recent and Ancient Fossils in the Tree”. 《Systematic Biology》 65 (5): 772–791. doi:10.1093/sysbio/syw035. PMID 27113475.
17. 1 2 3 4  Garbutt 2007, 146–148쪽.
18. 1 2 3 4  Mittermeier 등. 2006, 237쪽.
19. 1 2 3 4 5 6 7 8 9 10 11 12 13 14 15 16 17  Mittermeier 등. 2010, 358–375쪽.
20. 1 2 3 4  Groves 2005, Lemur catta.
21. 1 2  Orlando, L.; Calvignac, S.; Schnebelen, C.; Douady, C.J.; Godfrey, L.R.; Hänni, C. (2008). “DNA from extinct giant lemurs links archaeolemurids to extant indriids”. 《BMC Evolutionary Biology》 8 (121): 121. Bibcode:2008BMCEE...8..121O. doi:10.1186/1471-2148-8-121. PMC 2386821. PMID 18442367.
22. 1 2  Goodman, Rakotoarisoa & Wilmé 2006, 3–15쪽.
23. ↑  Yoder, A.D.; Irwin, J.A.; Goodman, S.M.; Rakotoarisoa, S.V. (2000년). “Genetic tests of the taxonomic status of the ring-tailed lemur (Lemur catta) from the high mountain zone of the Andringitra Massif, Madagascar” (PDF). 《Journal of Zoology》 252 (1): 1–9. doi:10.1111/j.1469-7998.2000.tb00814.x. 2011년 6월 10일에 원본 문서 (PDF)에서 보존된 문서.
24. 1 2  《포유류》, 줄리엣 클러턴-브록, 이창호 역, 두산동아, 2005.
25. 1 2 3 4 5 6 7 8 9 10  Mittermeier 등. 2006, 246–249쪽.
26. ↑  Ankel-Simons 2007, 294쪽.
27. ↑  Rowe 1996, 27쪽.
28. ↑  Drea, Christine M.; Weil, Anne (2008). “External genital morphology of the ring-tailed lemur (Lemur catta): Females are naturally masculinized”. 《Journal of Morphology》 269 (4): 451–463. doi:10.1002/jmor.10594. PMID 17972270. S2CID 29073999.
29. ↑  Ankel-Simons 2007, 391–505쪽.
30. ↑  Ankel-Simons 2007, 47–160쪽.
31. ↑  Ankel-Simons 2007, 224–283쪽.
32. ↑  Cuozzo & Yamashita 2006, 67–96쪽.
33. ↑  Howarth, C. J.; Wilson, J. M.; Adamson, A. P.; Wilson, M. E.; Boase, M. J. (1986). “Population ecology of the ring-tailed lemur, Lemur catta, and the white sifaka, Propithecus verreauxi verreauxi, at Berenty, Madagascar, 1981”. 《Folia Primatologica》 47 (1): 39–48. doi:10.1159/000156262. PMID 3557229.
34. 1 2 3 4 5 6 7 8  Sussman 1999, 154–173쪽.
35. ↑  Gould & Sauther 2007, 53쪽.
36. ↑  Sussman, R.W. (1991). “Demography and social organization of free-ranging Lemur catta in the Beza Mahafaly Reserve, Madagascar”. 《American Journal of Physical Anthropology》 84 (1): 43–58. doi:10.1002/ajpa.1330840105.
37. 1 2 3  Mittermeier 등. 2010, Appendix C.
38. ↑  Gould 2006, 263쪽.
39. ↑  Jolly & Sussman 2006, 28쪽.
40. ↑  Jolly 등. 2006, vi쪽.
41. 1 2 3 4 5 6 7 8 9 10  Cawthon Lang, K.A. (2005년 9월 21일). “Primate Factsheets: Ring-tailed lemur (Lemur catta) Behavior”. Wisconsin Primate Research Center (WPRC). 2008년 9월 23일에 확인함.
42. ↑  Gouzoules & Gouzoules 2007, 624쪽.
43. ↑  Rowe 1996, 38쪽.
44. 1 2  Palagi, E.; Dapporto, L.; Borgognini-Tarli, S.M. (2005). “The neglected scent: on the marking function of urine in Lemur catta”. 《Behavioral Ecology and Sociobiology》 58 (5): 437–445. Bibcode:2005BEcoS..58..437P. doi:10.1007/s00265-005-0963-1. S2CID 495270.
45. ↑  Palagi, E.; Dapporto, L. (2006). “Urine marking and urination in Lemur catta: a comparison of design features” (PDF). 《Annales Zoologici Fennici》 43: 280–284.
46. ↑  Palagi, E.; Norscia, I. (2005). “Multimodal signaling in wild Lemur catta: Economic design and territorial function of urine marking”. 《American Journal of Physical Anthropology》 139 (2): 182–192. doi:10.1002/ajpa.20971. PMID 19051254.
47. 1 2  Macedonia, J.M. (1993). “The vocal repertoire of the ring-tailed lemur (Lemur catta)”. 《Folia Primatologica》 61 (4): 186–217. doi:10.1159/000156749. PMID 7959437.
48. 1 2  Anderson, R. (1999). “Lemur catta”. Animal Diversity Web. 2008년 4월 18일에 확인함.
49. ↑  Sauther, Michelle L. (1991). “Reproductive behavior of free-ranging Lemur catta at Beza Mahafaly Special Reserve, Madagascar” (PDF). 《American Journal of Physical Anthropology》 84 (4): 463–477. doi:10.1002/ajpa.1330840409.
50. 1 2 3  Ehrlich, E.; Fobes, J.L.; King, J.E. (1976). “Prosimian learning capacities”. 《Journal of Human Evolution》 5 (6): 599–617. Bibcode:1976JHumE...5..599E. doi:10.1016/0047-2484(76)90005-1.
51. 1 2  Jolly, A. (1964). “Prosimians' manipulation of simple object problems”. 《Animal Behaviour》 12 (4): 560–570. doi:10.1016/0003-3472(64)90080-6.
52. ↑  Hosey, G.R. (2000). “A glimpse into the lemur mind” (PDF). 《Proceedings of the 2nd Annual Symposium on Zoo Research》: 5–10. 2006년 4월 23일에 원본 문서 (PDF)에서 보존된 문서.
53. 1 2  Dunbar, R.I.M. (1998). “The social brain hypothesis” (PDF). 《Evolutionary Anthropology》 6 (5): 178–190. doi:10.1002/(SICI)1520-6505(1998)6:5<178::AID-EVAN5>3.0.CO;2-8. S2CID 9555943. 2010년 6월 27일에 원본 문서 (PDF)에서 보존된 문서. 2010년 12월 29일에 확인함.
54. ↑  Jolly, A. (1998). “Pair-bonding, female aggression and the evolution of lemur societies”. 《Folia Primatologica》. 69 (Suppl. 1) (7): 1–13. doi:10.1159/000052693. PMID 9595685. S2CID 46767773.
55. 1 2  Merritt, D.; MacLean, E.L.; Jaffe, S.; Brannon, E.M. (2007). “A comparative analysis of serial ordering in ring-tailed lemurs (Lemur catta)” (PDF). 《Journal of Comparative Psychology》 121 (4): 363–371. doi:10.1037/0735-7036.121.4.363. PMC 2953466. PMID 18085919. 2010년 4월 20일에 원본 문서 (PDF)에서 보존된 문서.
56. ↑  Santos, L.R.; Barnes, J.L.; Mahajan, N. (2005). “Expectations about numerical events in four lemur species (Eulemur fulvus, Eulemur mongoz, Lemur catta and Varecia rubra)” (PDF). 《Animal Cognition》 8 (4): 253–262. doi:10.1007/s10071-005-0252-4. PMID 15729569. S2CID 26227151. 2012년 10월 13일에 원본 문서 (PDF)에서 보존된 문서.
57. ↑  Santos, L.R.; Mahajan, N.; Barnes, J.L. (2005). “How prosimian primates represent tools: Experiments with two lemur species (Eulemur fulvus and Lemur catta)” (PDF). 《Journal of Comparative Psychology》 119 (4): 394–403. CiteSeerX 10.1.1.504.2097. doi:10.1037/0735-7036.119.4.394. PMID 16366773. 2012년 7월 13일에 원본 문서 (PDF)에서 보존된 문서.
58. ↑  LaFleur, M.; Gould, L. (2020). “Lemur catta”. 《IUCN 적색 목록》 (IUCN) 2020: e.T11496A115565760. doi:10.2305/IUCN.UK.2020-2.RLTS.T11496A115565760.en.
59. ↑  “Checklist of CITES Species”. 《CITES》. UNEP-WCMC. 2015년 3월 18일에 확인함.
60. 1 2 3 4 5 6 7  Cawthon Lang, K.A. (2005년 9월 21일). “Primate Factsheets: Ring-tailed lemur (Lemur catta) Conservation”. Wisconsin Primate Research Center (WPRC). 2008년 9월 23일에 확인함.
61. ↑  Mittermeier 등. 2006, 57쪽.